# Dowodzenie istnienia Boga

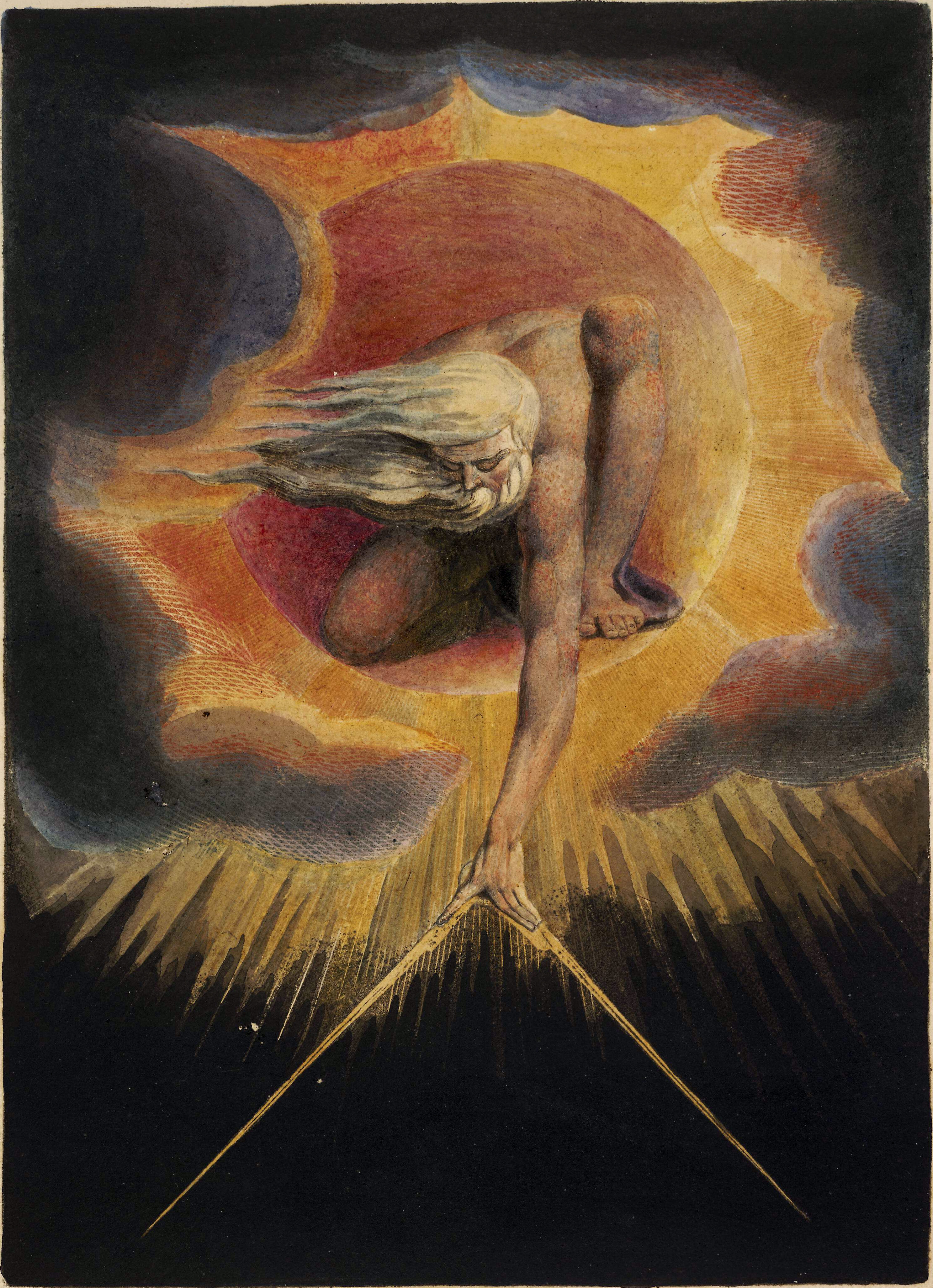
Urizen stwarzający świat autorstwa Williama Blake’a

Dowodzenie istnienia Boga – próby dowiedzenia istnienia Boga. Argumenty za istnieniem i przeciw istnieniu bogów dyskutowane są od czasów starożytnych i nie ma co do ich istnienia zgody także obecnie.

## Dowody
Wśród uczonych próbujących podać argumenty za istnieniem Boga byli m.in. Anzelm z Canterbury, Tomasz z Akwinu, Augustyn z Hippony i Kartezjusz. Współcześnie podobne próby podejmowali również Richard Swinburne, John Lennox, Alvin Plantinga czy William Lane Craig. Propozycje dowodów na istnienie Boga można podzielić na aprioryczne (np. dowód ontologiczny) i aposterioryczne (np. dowód kosmologiczny). Przykładami prób udowodnienia istnienia Boga są:
- idea dobra(inne języki), sformułowana przez Platona, głosząca że dobro samo w sobie istnieje i jest ono bytem niematerialnym, nadprzyrodzonym, doskonałym, miłującym;
- dowód kosmologiczny, według którego musiała istnieć pierwsza przyczyna, którą był Bóg; sformułowany przez Arystotelesa i powtórzony przez Tomasza z Akwinu, skrytykowany m.in. przez Kanta i Bertranda Russella w eseju Dlaczego nie jestem chrześcijaninem;
- dowód ontologiczny – Bóg musi istnieć, gdyż jest najdoskonalszą rzeczą, o jakiej można pomyśleć, a rzeczy doskonałej istnienie przysługuje z konieczności, więc Bóg istnieje z konieczności; stworzył Anzelm z Canterbury, powtórzył Kartezjusz;
  - argument z realizmu pojęciowego, powtarzany przez Augustyna z Hippony i Anzelma z Canterbury; Bóg jest istotą najrealniejszą (np. warunkuje czy też zawiera w sobie wszelką realność) i dlatego musi istnieć;
- dowód teleologiczny (albo: argument z projektu) – klasyczny argument z projektu mówi, że Wszechświat jest tak skomplikowany, że musiał być zaplanowany przez Boga, współcześnie argument ten przybiera bardziej wyrafinowaną formę a jego zwolennicy uważają, że racjonalność przyrody, która daje się opisać przy pomocy narzędzi matematycznych i która decyduje o tym, że wszechświat nie jest chaosem, ale uporządkowaną, harmonijną całością sugeruje istnienie zamysłu Boga[5][6];
- argument biologiczny – musi istnieć istota będąca podstawowym źródłem życia, twórcą życia ludzkiego, twórcą wszelkiego życia, posiadająca niewyczerpane i wieczne życie. Źródłem tym jest Bóg.
- argument chrystologiczny(inne języki) – według chrześcijaństwa historyczny Jezus Chrystus jest największym objawieniem istnienia Boga. To, kim był i wszystko, co zrobił czy powiedział, zaświadcza o istnieniu Boga.
- argument moralny – moralna natura istot ludzkich sugeruje istnienie twórcy moralności; Bóg jest potrzebny jako ten, który wdraża moralność, skoro więc ona jest prawdziwa i słuszna, to istnieje Bóg;
- argument z cudu – istnienie cudów wskazuje na istnienie Boga.
- argument kumulatywny – jeśli zebrać wszystkie przemawiające na rzecz teizmu fakty — istnienie wszechświata, jego ład, istnienie świadomości, ludzkie możliwości czynienia dobra, wzorzec dziejów, świadectwo cudów oraz doświadczenie religijne — to jest bardziej prawdopodobne, że teizm ma rację, niż że jej nie ma[7]

Próbowano także przedstawić argumenty (w tym dowody) za nieistnieniem Boga:
- problem zła – wszechmocny(inne języki) Bóg, który zrobiłby wszystko dla czynienia dobra, nie może istnieć, bo wtedy nie istniałoby zło;
- argument z wolnej woli – wszechwiedzący Bóg zna całą przyszłość, w tym także działania ludzi (ma plan Boży), a więc przyszłość jest zdeterminowana, co stoi w sprzeczności z koncepcją wolnej woli[8] [9]. Odpowiedzią na ten argument jest pogląd zwany kompatybilizmem.
- paradoks omnipotencji – jeśli wszechmocny Bóg nie może łamać praw logiki, to nie istnieje, gdyż nie może np. stworzyć kamienia, którego nie uniesie, bo wtedy nie byłby wszechmocny; argument ten traci wprawdzie moc w razie założenia niezmienności Boga.
- ostateczny boeing 747 – gambit – teoria ewolucji lepiej niż hipoteza istnienia Boga wyjaśnia złożoność życia, więc istnienie Boga jest „zbędne”, czyli mało prawdopodobne. W innych sformułowaniach np. przedstawia się koncepcję Boga jako pomylenie skutku rozwoju z jego przyczyną czy rozważa (jak u Einsteina) „czy [i na ile] Bóg miał jakikolwiek wybór przy tworzeniu świata” i jego dalszej historii[a].

## Krytyka
Nie ma zgody co do możliwości przedstawienia argumentu (w tym dowodu) za lub przeciw istnieniu bogów lub Boga. Przykładem krytyki prób dowodzenia istnienia Boga są stwierdzenia:
- argument kosmologiczny:
  - według niektórych modeli inflacyjnych, Wszechświat może być odwieczny.
  - według teorii wszechświatów cyklicznych czasoprzestrzeń istniała od zawsze, więc w łańcuchu przyczynowym nie istniała pierwsza przyczyna (Bóg); następstwo połączonych zdarzeń nie musi mieć początku
  - postawienie Boga na miejscu pierwszej przyczyny tylko oddala pytanie co było przed powstaniem Wszechświata, nie udzielając sensownej odpowiedzi; skoro bowiem Bóg może nie mieć żadnej przyczyny zaistnienia, to Wszechświat również może nie mieć żadnej przyczyny.
- argument teleologiczny:
  - porządek mogą tworzyć prawa natury, np. dobór naturalny warunkuje przystosowanie organizmów żywych do środowiska
  - istota, która zaprojektowała tak skomplikowany Wszechświat, sama musi być jeszcze bardziej skomplikowana, więc zgodnie z tą zasadą sama musiała zostać zaprojektowana, co tylko oddala pytanie co było przed powstaniem Wszechświata;
- dowód ontologiczny:
  - możliwość pomyślenia o czymś nie pociąga za sobą istnienia tego czegoś
  - istnienie nie jest predykatem[10], nie może dlatego zawierać się w samym pojęciu; oznacza występowanie w rzeczywistości i jest wykorzystywane do tworzenia syntetycznych powiązań pojęć. Zdanie, że coś, ponad co nic doskonalszego nie można pomyśleć (coś, co jest najdoskonalsze pod każdym względem) istnieje, jest syntetyczne, a nie analityczne i nie można mu przypisywać koniecznej prawdziwości, natomiast mówienie o istocie najrealniejszej czy najbardziej istniejącej jest puste, gdyż nie ma tu żadnego predykatu
  - aby udowodnić istnienie rzeczy najdoskonalszej, trzeba udowodnić nie tylko to, że jest coś takiego, ale też, że to jest ta rzecz, o której się myśli
  - dowieść istnienia Boga można tylko na podstawie obserwacji stworzonego przezeń świata oraz z niedoskonałości i niesamoistności stworzeń (syntetyczność sądu), nie zaś z ludzkiej wiedzy o boskiej naturze (analityczność)
- argument z cudu i podobne:
  - niekoniecznie dowodzą konkretnej wizji Boga (często nie wiadomo, czego w ogóle dowodzą i czy przypisuje się je właściwej osobie); cudowne zdarzenie dowodzi tylko tego, że miało miejsce, tzn. samo siebie, ale tak poza tym podlega najróżniejszym interpretacjom i nic nie jest pewne
  - brzytwa Ockhama: w pozytywistycznym opisie świata Bóg będzie reprezentował albo pewną przejawiającą się konieczność (prawidła, przyczynowość), która więc jest uwarunkowana stanem rzeczywistości i podlega badaniu, albo też odpowiednie zdarzenia („interwencje”) będą efektywnie przypadkowe (względem świata)
  - brak znaczenia praktycznego: człowiek bez względu na kształt rzeczywistości i zastosowany jej opis pozostaje wolny, by żyć tak, jak mu się podoba. Teoretycznie można sobie wyobrazić sytuację, w której coś/ktoś „gniewa się” na niego i kara, trzymając człowieka pod naciskiem, aby wymusić określone postępowanie, ale przy założeniu braku wolnej woli taka wizja traci sens
- argument kumulatywny:
  - Argument ten nie jest empirycznie weryfikowalny, bo nie jesteśmy w stanie zweryfikować za jego pomocą ani tego, czy to coś inteligentnego stworzyło wszechświat, ani czy był to Bóg[3].

Krytykę koncepcji teologiczno filozoficznych sugerujących istnienie boga zawarł Jean Meslier w dziele pt. Testament wydanym w 1762 roku. Traktat zawierał między innymi, polemikę z okazjonalizmem Nikolasa Malebranchea i z tezą René Descartesa, że istnienie Boga jest gwarancją istnienia świata. Swój własny dowód na nieistnienie Boga przeprowadził w Lozannie w 1904 roku w debacie z pastorem Benito Mussolini. Kiedy nie wystarczyły dowody w postaci cytatów filozofów od Galileusza zacząwszy a na Robespierze skończywszy Mussolini wszedł na stół, wyciągnął zegarek i oświadczył, że jeśli Bóg istnieje, udowodni swoje istnienie, zabijając go w ciągu 5 minut. Po tej debacie Mussolini opublikował książkę Boga nie ma.